# Linak

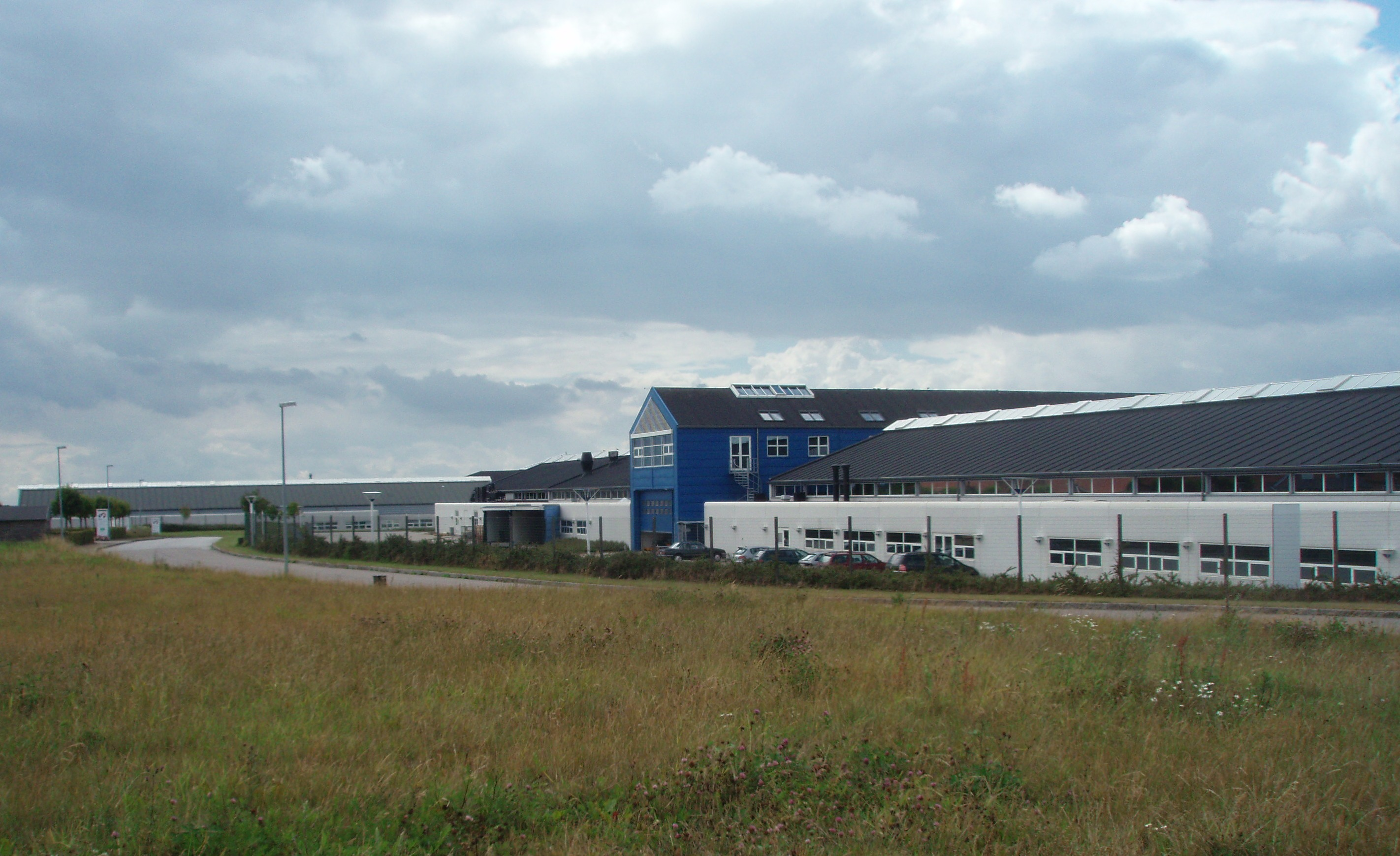
Linaks Hauptsitz im dänischen Guderup.

LINAK ist ein globaler Hersteller von elektrischen linearen Antrieben. Diese werden branchenüblich als Aktuatoren bezeichnet.
Die Antriebssysteme werden beispielsweise in Krankenhaus- und Pflegebetten sowie im Büromöbelbereich eingesetzt. Die lineare Antriebstechnik verbreitet sich zunehmend auch in der Industrie. 
Der Hauptsitz der Firma ist Guderup, Dänemark. Die deutsche Zentrale befindet sich im hessischen Nidda.

## Geschichte
Linaks Firmengeschichte begann 1907 mit dem Maschinenbaubetrieb Christian Jensen. 1976 übernahm Bent Jensen, Enkel von Christian Jensen, die Firma. Das Familienunternehmen beschäftigte zu dieser Zeit sieben Mitarbeiter. Der erste lineare Antrieb wurde 1979 auf den Markt gebracht. 1990 eröffnete das Unternehmen mit LINAK UK in Großbritannien seine erste Auslandsniederlassung. Ein Werk mit einer Fläche von 5.000 m2 wurde 1999 in den USA eröffnet, außerdem entstanden dort Verkaufseinrichtungen. Im Jahr 2002 wurde das neue Produktionsgebäude mit einer Fläche von circa 9.000 m2 in der Nähe des Stammsitzes in Dänemark eingeweiht. Nachdem LINAK im Jahre 1990 als erstes dänisches Unternehmen das Zulassungszertifikat für den chinesischen Markt durch die dortige Handelskammer erhalten hatte, wurden 2006 in China Produktionsstätten für die Versorgung des chinesischen Marktes errichtet. Heute beschäftigt LINAK circa 1.600 Mitarbeiter weltweit.
Linak zählt neben Danfoss zu den größten Arbeitgebern auf der Insel Als (dt.: Alsen).